# Mozzarella di Gioia del Colle

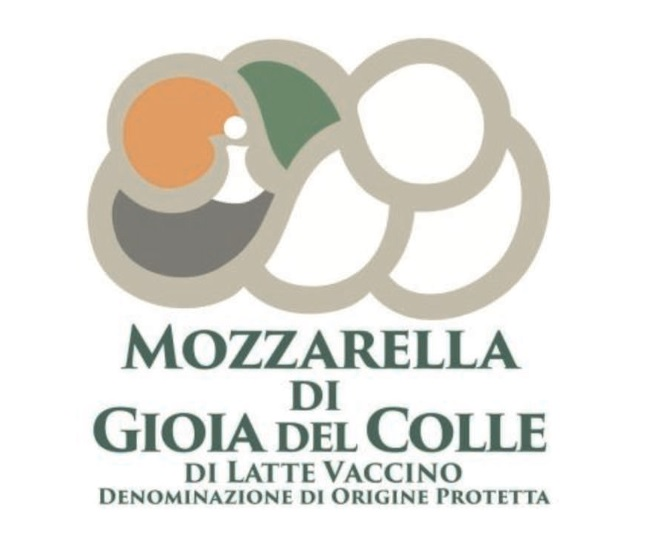
Logo des Mozzarella di Gioia des Colle

Mozzarella di Gioia del Colle ist ein italienischer Filata-Käse aus Apulien und der Basilikata mit geschützter Ursprungsbezeichnung. Der Mozzarella wird aus Kuhmilch hergestellt.

## Herkunft
Das Herkunftsgebiet umfasst die Gemeinden Acquaviva delle Fonti, Alberobello, Altamura, Casamassima, Cassano delle Murge, Castellana Grotte, Conversano, Gioia del Colle, Gravina in Puglia, Locorotondo, Monopoli, Noci, Putignano, Sammichele di Bari, Santeramo in Colle und Turi in der Provinz Bari; Castellaneta, Crispiano, Laterza, Martina Franca, Massafra und Mottola in der Provinz Tarent und den Teil der Gemeinde von Matera, der an die Gemeinden Altamura, Santeramo in Colle und Laterza angrenzt.
Das Gebiet erstreckt sich über Teile der Provinzen Bari und Tarent auf der Hochebene der Murge. Dort haben die Boden- und Klimabedingungen zur Selektion bestimmter Pflanzen und Kulturpflanzen geführt, die gegenüber den heißen und trockenen Bedingungen resistent und typisch für eine steppenähnliche Landschaft sind. Bei der natürlich vorkommenden Vegetation handelt es sich meist um xerophile Pflanzen wie Thymus striatus, Ferula communis und Foeniculum vulgare.
Die Milch stammt von Kühen der Rassen Bruna, Frisona, Pezzata Rossa und Jersey oder von Kreuzungen dieser Rassen. Mindestens 60 % des Futters müssen aus dem Herkunftsgebiet stammen. Dem Futter kann Kraftfutter aus Getreide und Leguminosen als Grieß oder Flocken sowie Ergänzungsfutter beigefügt werden. Nebenprodukte der Verarbeitung von Johannisbrot und Getreide können bis zu einem Anteil von 40 % der Futtertrockenmasse verfüttert werdet. Schließlich können noch Vitamine und Mineralkomplexe verabreicht werden.
Aufgrund der Boden- und der Klimaverhältnisse ist der Anbau von Eiweißfuttermitteln wie Mais oder Soja im Herkunftsgebiet nicht möglich, sodass diese aus Produktionen außerhalb des Gebiets bezogen werden. Über die vorgeschriebene Weidehaltung an 150 Tagen sowie das im Gebiet erzeugte Grünfutter sollen die chemischen und sensorischen Eigenschaften des Rohstoffs und des Endprodukts sichergestellt werden. Alle Stufen des Herstellungsprozesses erfolgen im Herkunftsgebiet.

## Herstellung
Mozzarella di Gioia del Colle wird nur aus roher Kuhvollmilch aus zwei getrennten Melkvorgängen sowie Molke aus der Vortagsproduktion hergestellt. Die Milch kann erhitzt oder pasteurisiert werden, die sauer gewordene Molke wird als Starterkultur zugegeben. Die Fermentation sorgt für leicht säuerliche Noten und einen deutlichen Nachgeschmack, der in frischem Käse stärker ausgeprägt ist.

## Eigenschaften
Der Käse wird als runder Laib, in Knoten gedreht und geflochten produziert. Das Gewicht der Laibe liegt zwischen 50 und 1.000 g. Der rindenlose Käse hat eine glatte oder mitunter leicht faserige, glänzende, aber nie gallertartige oder schuppige  Oberfläche. Der weiße Teig kann saisonal einen leicht strohfarbenen Anflug haben. Beim Anschnitt sollte er eine elastische Konsistenz aufweisen und eine geringe Menge weiße Molke absondern.
Der Geschmack erinnert an leicht gesäuerte Milch. Der Nachgeschmack hat Noten von Fermentation und Milchsäure, mitunter auch von Butter, Das frische Produkt hat einen Laktosegehalt von höchstens 0,6 % und einen Milchsäureanteil von mindestens  0,2 %. Der Feuchtigkeitsgehalt beträgt 58 bis 65 %, der Fettgehalt in der Feuchtmasse 15 bis 21 %. Der Käse wird ohne Zugabe von Konservierungsmitteln, Zusatzstoffen oder  Verarbeitungshilfsstoffen hergestellt.

## Kennzeichnung und Handel
Zur Haltbarmachung wird der Käse in Wasser gelagert vermarktet, das gesalzen und leicht gesäuert sein kann. Da es sich um ein leicht verderbliches Frischerzeugnis handelt, muss er in denselben Räumlichkeiten verpackt werden, in denen er auch hergestellt wurde. Auf die Verpackung muss das Logo  gut sichtbar auf der Oberseite des Etiketts oder der Verpackung sowie auf den Seiten aufgedruckt sein.